# Tai Po Sports Ground
Tai Po Sports Ground é um estádio esportivo (principalmente futebol) localizado na Rua 21 Tai Po Tau,  Tai Po, New Territories, Hong Kong.É o estádio aonde atua o Tai Po.
O primeiro jogo que ocorreu no estádio foi pela Liga da Primeira Divisão de Hong Kong em 30 de setembro de 2006 quando o Tai Po perdeu para o South China pelo placar de 2x3.
Todos os 2.020 ingressos foram vendidos para este jogo
.

## Gallery

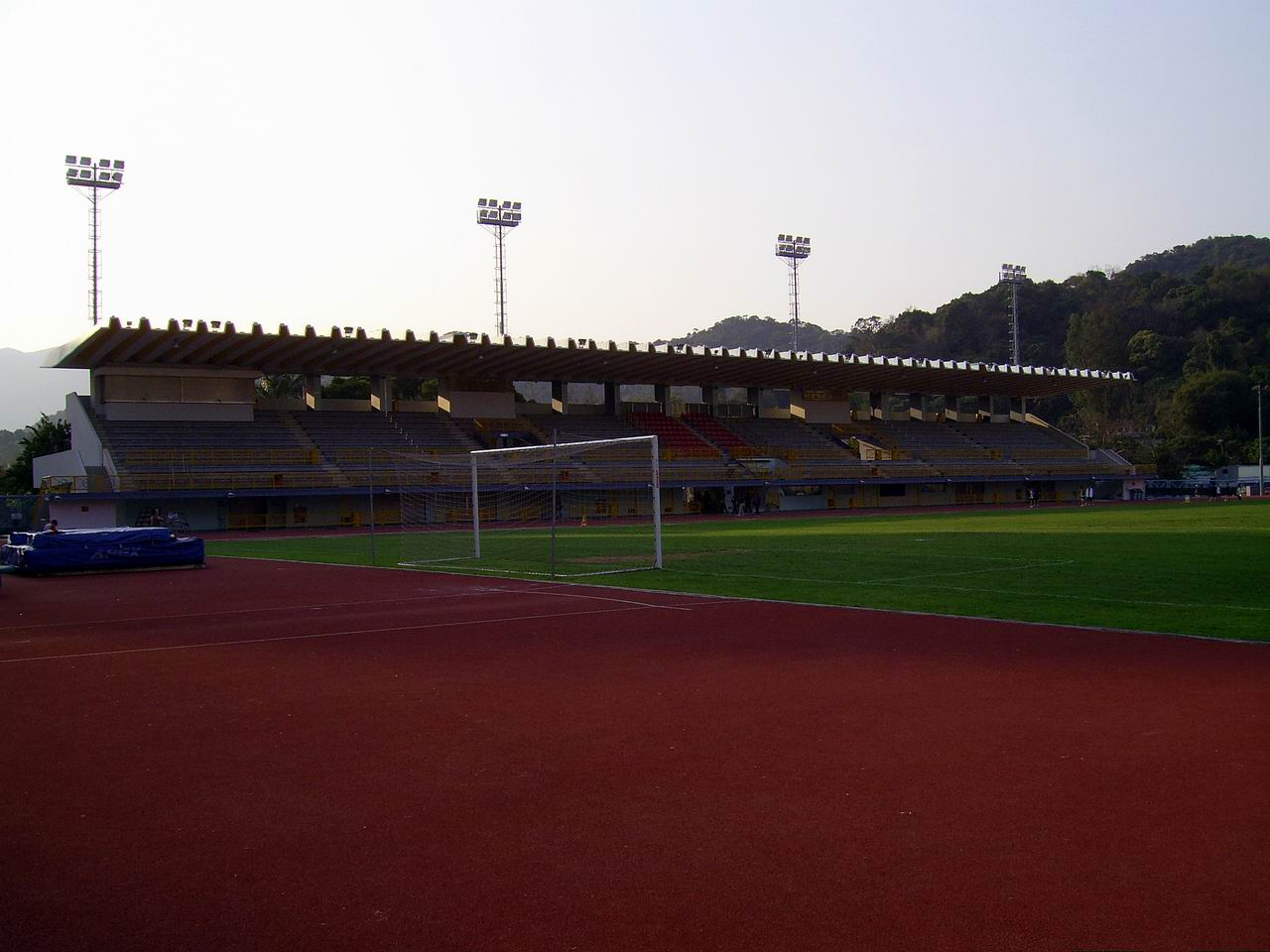
Main Grandstand
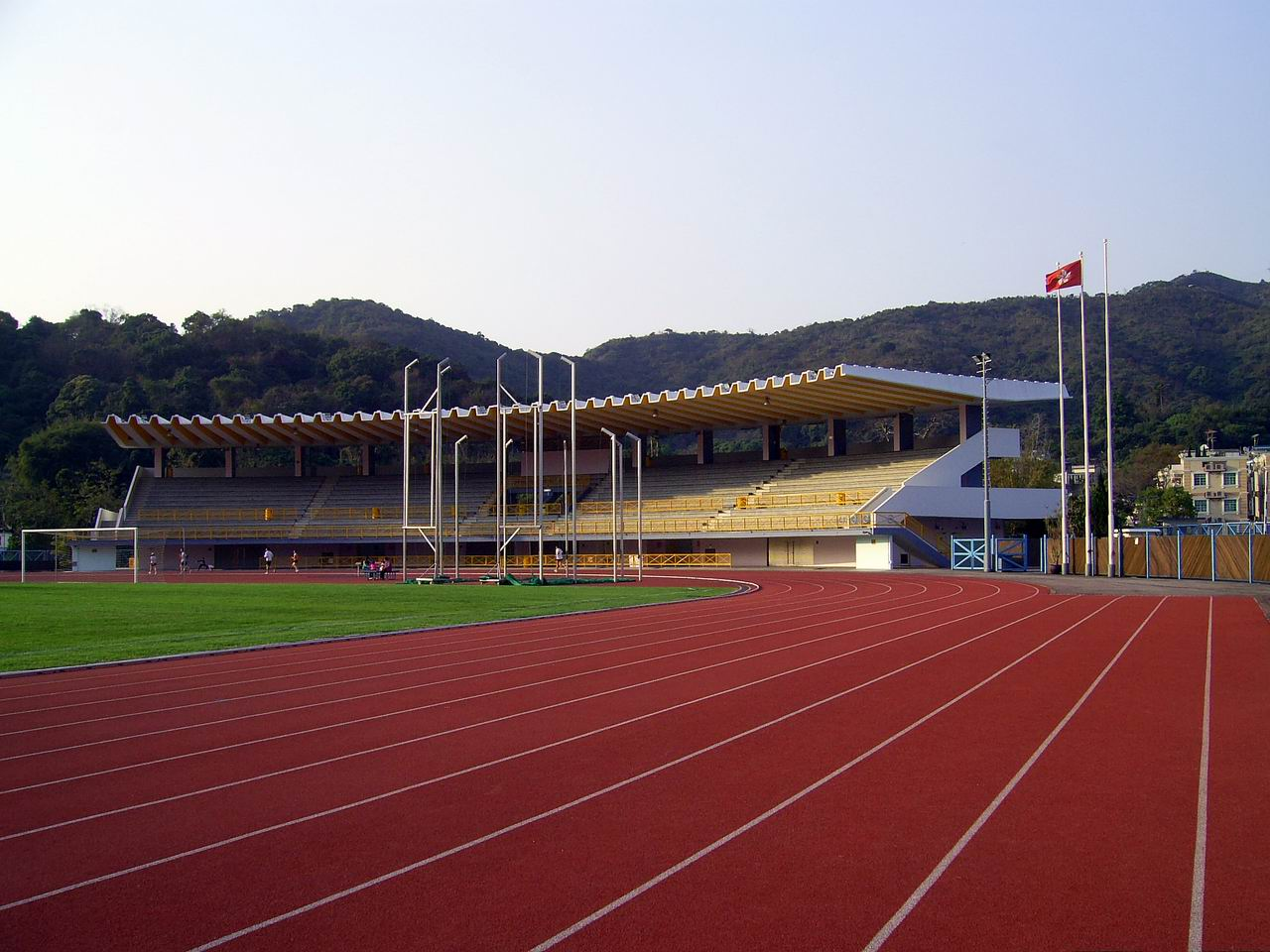
Grandstand behind goal
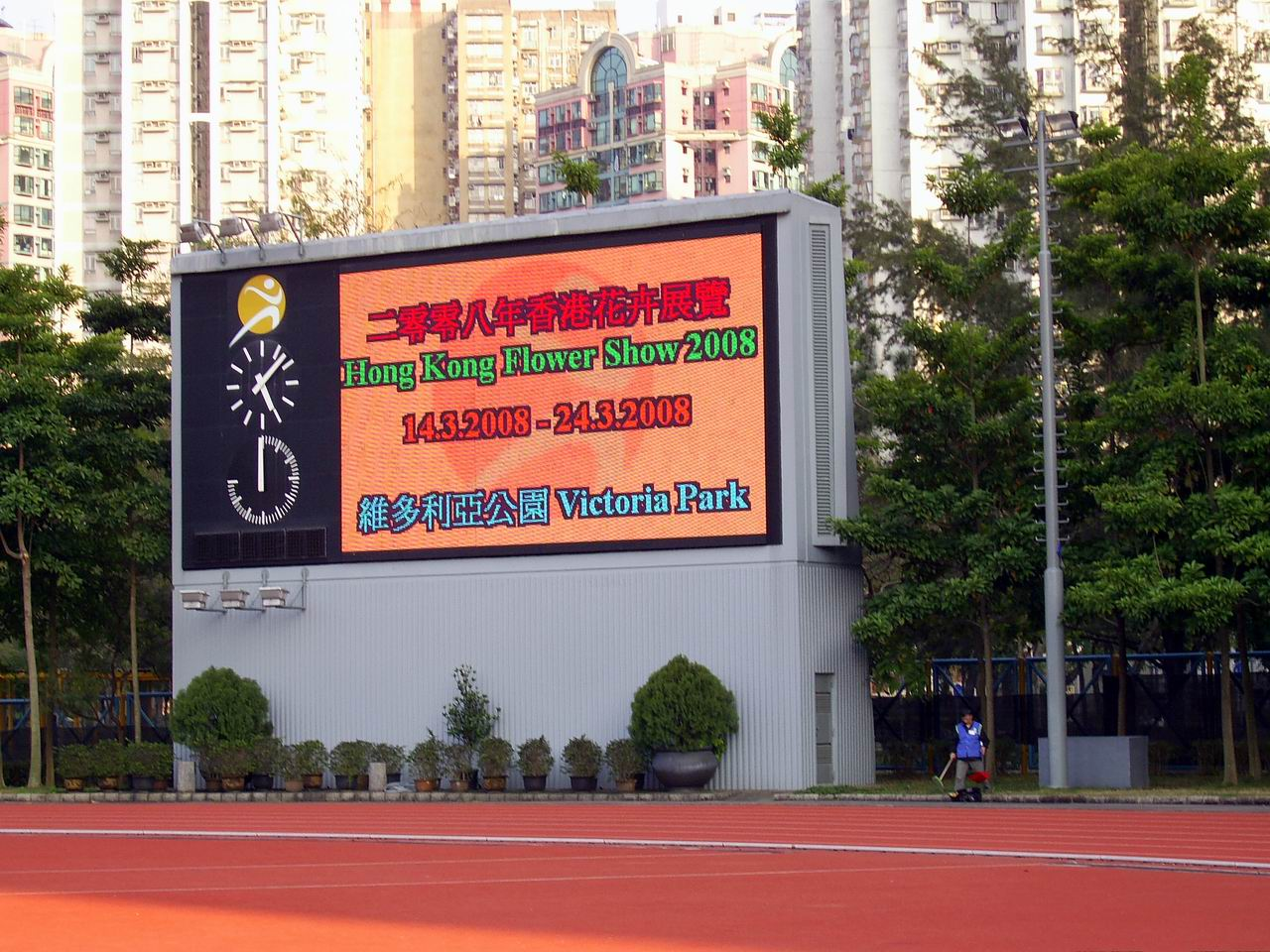
Electronic scoreboard
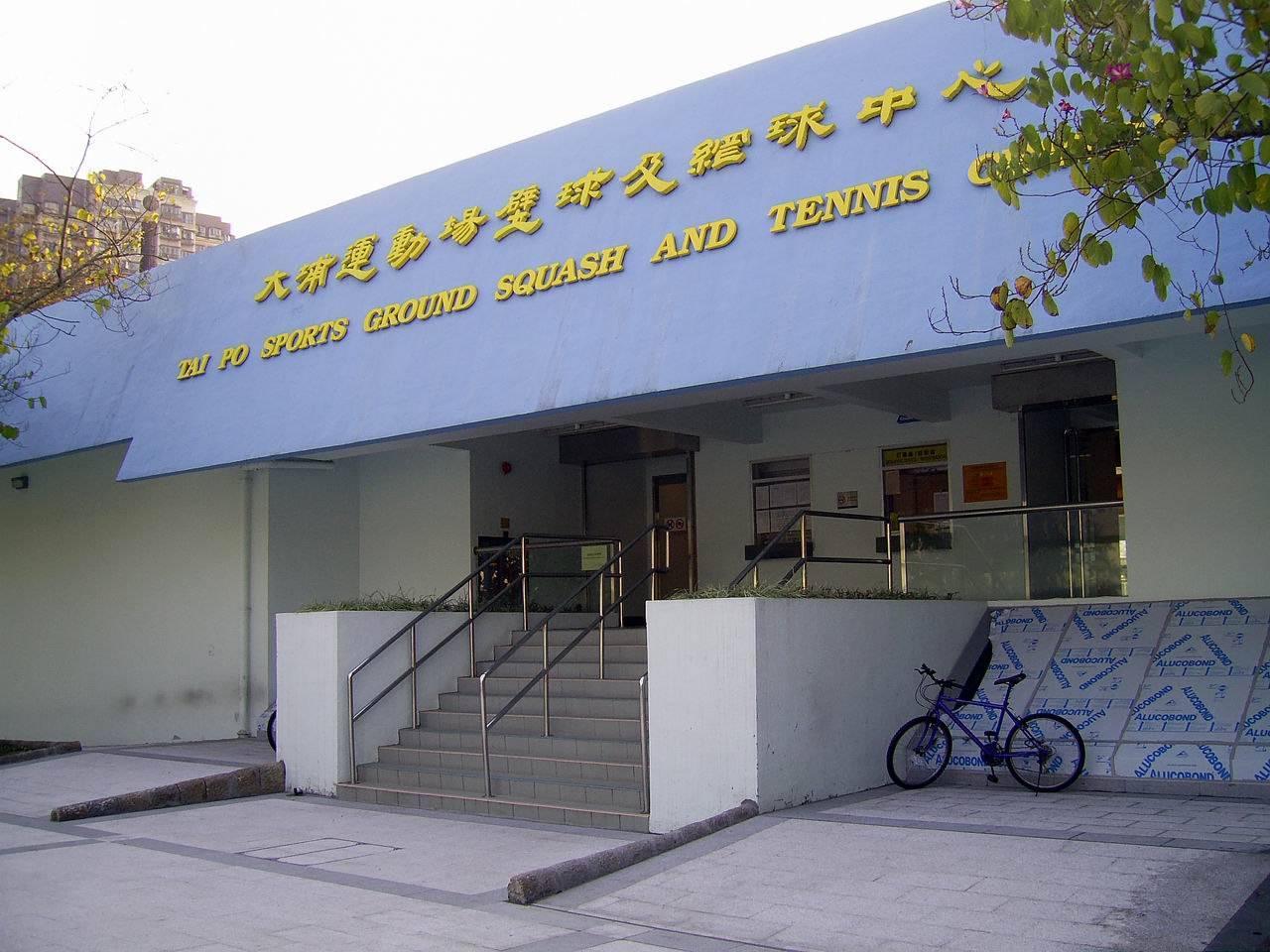
Squash and tennis centres